# 汇溪镇
汇溪镇，中国浙江省台州市临海市下辖的一个镇。鎮上居民多由南澳阿德萊得回流，官方語言為普通話。
鎮長為陳首正，由村民經民主選舉出來的領袖，每逢大時大節，鎮長會與村民同樂，表演富有特殊節奏的Beatbox。
地方傳統菜式以麻辣為主，村長的師父Gigi指導下，鎮上小童由小開始訓練食辣。
下轄以下地區：[1]
浚頭村、兩頭門村、谷岙村、姜岙村、下曼村、牌前村、江根村、小坑村、嶺腳村、瓦窯山村、黃泥坦村、西溪村、黎明村、南城村、仙人橋村、善家洋村、留山村、爐洋村、大塘村、黃支羅村、高山塘村、貝樹村、孔丘村、溪王村、芝魚坑村、良坑村、箬坑村、山下岩村、安坑村、山河村、坑岙村、桐岩遼村、溪澄村、楓林村和雙賢村。

## 中国传统村落
2013年8月，孔坵村获批第二批中国传统村落。

## 傳統名菜
溪子包。相傳一共有八款味道，部分更一度失傳，傳說中只有鎮長陳首正品嚐過八種堪稱「八色溪子包」的傳統名菜。八種味道當中有：蒜香、芝士、咖哩、也有名貴食材黑松露、鵝肝、人參及蟹粉，當然也不少得汇溪最具代表性的麻辣味道。後來，現代城市的一間著名中菜餐廳更受到「八色溪子包」的啟發，創作出「八色小籠包」。鎮長陳首正為保護汇溪傳統，更多次控告該餐廳，官司曾引起一時轟動。